# مركز أبو ظبي الوطني للمعارض
مركز أبوظبي الوطني للمعارض (يُشار إليه عادة بالاختصار أدنيك) هو مركز معارض في أبو ظبي. افتتحه الشيخ خليفة بن زايد بن سلطان آل نهيان، رئيس دولة الإمارات العربية المتحدة في 18 فبراير 2007. وكان صممته شركة الهندسة المعمارية الدولية روبرت ماثيو جونسون مارشال. يعد المكان أكبر مركز معارض في الشرق الأوسط بمساحة إجمالية تبلغ 153,678 مترًا مربعًا داخلية وخارجية. تمتلك شركة أدنيك سعة جلوس كبيرة في مواقعها المتعددة في المكان. يتضمن ذلك 12 قاعة عرض مترابطة، وردهة، ومساحة للاجتماعات، وقاعة مؤتمرات دولية تتسع لـ 6000 شخص، وقاعتين للمؤتمرات بالإضافة إلى 21 غرفة اجتماعات. وستكون قاعة المارينا، المقرر افتتاحها في خريف 2022، أكبر قاعة من نوعها في المنطقة، بمساحة تبلغ 10000 متر مربع تمكن المنظمين من إنشاء واجهات عرض داخل وخارج الماء. سيتم ربط القاعة بشركة أبوظبي الوطنية للمعارض (ADNEC) عبر جسر للمشاة ويمكن الوصول إليها بسهولة من شارع الخليج العربي. وقد حفز مركز المعارض التطوير حوله، وأبرزها مشروع برج بوابة العاصمة.

## معارض تقام في مركز ابو ظبي الوطني للمعارض
- معرض ابوظبي الدولي للصيد والفروسية[7]

- معرض ابو ظبي الدولي للقوارب[8]
- سيتي سكيب أبو ظبي[9]
- القمة العالمية لطاقة المستقبل

## الوكلاء الدوليين للمعارض المقامة في مركز ابوظبي الوطني للمعارض
- تعد شركة معرض المعارض[10] EXPO HUNTING الوكيل الرسمي ل معرض ابوظبي الدولي للصيد والفروسية[11] في تركيا
- تعد شركة معرض المعارض[12]EXPO HUNTINGالوكيل الرسمي لمعرض ابو ظبي الدولي للقوارب[13] في تركيا

## روابط خارجية
- شركة أبوظبي الوطنية للمعارض